# Jhabua (Staat)
Jhabua war einer der Fürstenstaaten der Central India Agency von Britisch-Indien im heutigen Bundesstaat Madhya Pradesh. Seine Hauptstadt war der Ort Jhabua. Jhabua wurde 1584 von Raja Kesho Das aus dem Hause der Rathore-Rajputen von Marwar (Jodhpur) gegründet, der in den Diensten der Großmoguln Akbar I. und Jahangir stand. 1723 kam das Fürstentum durch das Vordringen der Marathen unter die Oberhoheit des Sindhia von Gwalior.
Jhabua war 1819–1947 britisches Protektorat und hatte 1901 eine Fläche von 3460 km² und 81.000 Einwohner. Der Raja vollzog am 15. Juni 1948 den Anschluss an Indien und trat am 16. Juni der Fürstenunion Madhya Bharat bei. Am 1. November 1956 wurden alle Fürstenstaaten der Union aufgelöst und dem Bundesstaat Madhya Pradesh einverleibt.